# Тайванські центри з контролю за захворюваннями
Тайванські центри з контролю за захворюваннями (англ. Taiwan Centers for Disease Control, спрощ.: 卫生福利部疾病管制署; кит. трад.: 衛生福利部疾病管制署; піньїнь: Wèishēng Fúlì Bù Jíbìng Guǎnzhì Shǔ) — агентство міністерства охорони здоров'я та соціального забезпечення Республіки Китай (Тайваню), яке бореться із загрозами інфекційних захворювань.

## Центральний епідемічний командний центр
Центральний епідемічний командний центр є підрозділом Національного командного центру охорони здоров'я Тайваню, та був активований урядом Тайваню для кількох спалахів захворювань, зокрема пандемія грипу H1N1 2009 року та пандемія COVID-19. Центральний епідемічний командний центр має повноваження координувати роботу між урядовими підрозділами, та залучати додатковий персонал під час надзвичайної ситуації.

## Історія
Тайванські центри з контролю за захворюваннями були створені 1 липня 1999 року.

### Хронологія раннього попередження про COVID-19
Представники Тайванських центрів з контролю за захворюваннями побачили в соціальних мережах передчуття пандемії COVID-19 у грудні 2019 року. Крім того, медичний персонал міг вільно перетинати Тайванську протоку, тому центри приблизно усвідомлював, що в грудні щось сталося не так. 31 грудня міська влада Уханя видала постанову, згідно з якою лікарі міста повинні повідомляти їм про всі випадки нової пневмонії. 1 січня Уханський гуртовий ринок морепродуктів був закритий органами охорони здоров'я.
До 5 січня 2020 року Тайванські центри з контролю за захворюваннями почали стежити за всіма особами, які прибули з Уханя протягом 14 днів, і в яких спостерігалась гарячка або симптоми інфекцій верхніх дихальних шляхів. Цих осіб обстежили на 26 відомих патогенів, у тому числі на SARS та близькосхідний коронавірусний респіраторний синдром, а тих, у кого спостерігалися позитивні результати тестування, помістили на карантин.
Чуан Їньчін розповів, що «центри звернулися із запитом до органів охорони здоров'я Китаю 6 січня. Мене повідомили 11 січня. Я дуже чітко пам'ятаю цей день, тому що це був день виборів президента Тайваню. Близько 6 вечора я отримав телефонний дзвінок від генерального директора Тайваньських центрів з контролю за захворюваннями, в якому повідомили, що ми (я та колега) маємо дозвіл поїхати до Уханя. Ми прилетіли туди наступної ночі для зустрічі 13 і 14 січня вранці та вдень в Ухані».
15 січня Чжуан і його колега були викликані до генерального директора Тайванських центрів з контролю за захворюваннями. Наступного ранку він був присутній на засіданні експертної робочої групи. Після цього 16 січня відбулася прес-конференція.
20 січня було активовано Центральний епідемічний командний центр.

## Відомі працівники
- Чуан Їньчін, керівник медичної мережі з контролю за інфекційними захворюваннями
- Су Ічжень, генеральний директор (2003—2005)
- Ту Шинчже, генеральний директор (2000—2002)

## Центри
- Тайбейський регіональний центр
- Північний регіональний центр
- Центральний регіональний центр
- Східний регіональний центр
- Південний обласний центр
- Регіональний центр Гаосюн-Піндун[8]

## Метадонова програма
Агентство субсидує програму підтримувального лікування метадоном на Тайвані. Це включає в себе надання метадону для наркозалежних, а також надання психіатрів, медсестер і ведення пацієнтів, крім того, програма «також передбачає освітні програми для конкретних пацієнтів, які перебували в умовах відстроченого вироку».